# Hexan-1-ol
L'hexan-1-ol est un alcool primaire de formule brute C6H14O et est un des isomères de l'hexanol. Il s'agit d'un liquide incolore peu soluble dans l'eau mais miscible dans l'éther et dans l'éthanol. Son odeur s'apparente à celle de l'herbe coupée et est utilisée dans l'industrie de la parfumerie.

## Production et synthèse
L'hexan-1-ol est produit industriellement par oligomérisation de l'éthylène dans le triéthylaluminium suivie d'une oxydation de l'organométallique obtenu. Cette synthèse est inspirée des travaux du chimiste allemand Karl Ziegler. On a idéalement :
Al(C2H5)3 +6C2H4 → Al(C6H13)3
Al(C6H13)3 + 1½O2 + 3H2O → 3HOC6H13 + Al(OH)3
Le processus donne naissance à une série d'oligomères qui sont ensuite séparés par distillation.
Une autre méthode de préparation consiste en l'hydroformylation du pent-1-ène suivie d'une hydrogénation de l'aldéhyde formé. Cette synthèse est utilisée industriellement pour produire des mélanges d'isomères qui constituent des précurseurs de plastifiants.
En principe, l'hex-1-ène peut être transformé en hexan-1-ol par hydroboration dans du tétrahydrofurane :

Synthèse de l'hexan-1-ol à partir de l'hex-1-ène par Herbert C. Brown

Cependant, cette méthode est peu utilisée industriellement car plus couteuse que l'oligomérisation.